# Dacus mirificus
Dacus mirificus är en tvåvingeart som först beskrevs av Munro 1984.  Dacus mirificus ingår i släktet Dacus och familjen borrflugor.
Artens utbredningsområde är Kongo. Inga underarter finns listade i Catalogue of Life.